# La Ilustración
La ilustración amb el subtítol "periódico semanal de literatura, artes, ciencias y viajes" fou de les primeres d'aquest tipus de revistes il·lustrades en castellà publicada a Barcelona. En l'àmbit espanyol publicà el gravat original, xilografies i llàmines dedicades a pàgines senceres. Va ser editada del 1880 de fins al 1885. El seu director va ser Luis Tasso Serra qui també n'era l'editor i l'impressor.
Del primer número d'aquest periòdic, se'n van fer 530 edicions i apareix el set de Novembre de l'any 1880. Serà publicada setmanalment fins al vint de desembre de l'any 1885.
Serà ampliada com a continuació el mateix any el vint-i-vuit de desembre de 1885 i se'n feren 531 números que continuaren la revista amb el nom de revista hispano-americana i acabarà amb el número 582 fins al 31 de desembre de 1891. Aquesta la inicia el mateix Luis Tasso Serra però serà continuada pel seu fill Torquato Luis Serra.

## Història

### Origen i evolució
El desenvolupament de la litografia donarà origen a les revistes il·lustrades, en les quals el text sovint s'acompanyava d'il·lustracions de dibuixos, pintures o còpies de les primeres fotògrafies. En aquestes revistes l'art i la literatura eren els objectius primers, a més de la divulgació de coneixements científics o esdeveniments històrics.
Aquestes facilitaven informació dels esdeveniments més immediats deixant-la a l'abast d'un públic més ampli, no com passava en altres casos en què el coneixement quedava tancat per a una elit burgesa. La tradició de les revistes anomenades La Ilustració arrenca de la revista francesa l'Ilustration que pública el primer exemplar el 1842. La primera a editar-se a Catalunya va ser la Ilustracion o Ilustración Barcelonesa, un periòdic quinzenal dirigit per Eusebi Comas i Salas. Però més tard van aparèixer cinc revistes del mateix estil, que destacaven pel seu alt nivell gràfic. Totes elles editades a Barcelona; quatre en castellà i una en català; El mundo ilustrado (1879)La Il·lustració catalana (1880) La Ilustración (1880) La ilustración artística (1882) La Ilustración ibérica (1883).
La popularitat d'aquestes revistes va ser tan gran que es van comercialitzar tant a Catalunya com a la resta d'Espanya i còlonies d'Amèrica Llatina. De fet algunes revistes van arribar a canviar el nom com la Ilustración Hispano-Americana.
La Ilustración amb el subtítol periódico semanal de literatura, artes, ciencias y viajes va néixer en aquest context històric i artístic, sent el 1880 una de les primeres revistes espanyoles què publicà els gravats originals, xilografies i làmines. Van ser editats 530 números baix aquesta capçalera.
Els seus continguts variaven a cada número i comptaven amb la participació de distints corresponsals que aportaven informació de la província i de l'estranger.
L'èxit de la revista a Amèrica va comportar el canvi de nom d'aquesta el 1885 anomenant-se: Ilustración Hispano-Americana. Aquest canvi va ser completat amb una nova presentació, més cuidada, sent impresa en un paper de millor qualitat i ampliada a 16 pàgines, deixant enrere les 8 de les primeres edicions. Aquesta nova revista filla de la Ilustración: periódico semanal de literatura, artes, ciencias y Viajes, es publicà fins al 31 de desembre de 1891.

### Editors i col·laboradors
Va ser Lluís Tasso Serra qui havent heretat del seu pare Luis Tasso Gorialons una impremta situada al Carrer de l'arc del Teatre núm. 21 – 23 de Barcelona, segueix la tradició i el negoci familiar que arrancava el 1847, i que va esdevenir en un dels tallers tipogràfics i de fotogravat més importants del segle xix a la ciutat.
Contagiat per la popularitat d'aquestes revistes il·lustrades i amb els mitjans necessaris per fer-la, va començar a editar una revista titulada la Ilustración escrita en castellà, la qual contrastava i s'allunyava de la tendència de noves publicacions més afins al moviment modernista més catalanista hereu de la renaixença.
Col·laboradors més rellevants:
- D. Manuel Ibo Alfaro
- Francisco de Sales Pérez
- Joaquim Maria Bartrina i d'Aixemús
- José Nakens
- Josep Coroleu i Inglada
- Julio Nombela
- Luciano García del Real Sánchez
- Jose Comas Galiber
- Josep Fiter i Inglès
- Josep Juan Jaumeandreu
- Eduardo de Lustonó
- Luis Vidart Schuch
- Josep Mª Serrate
- Ventura Ruiz Aguilera
- Manuel Ossorio y Bernard
- Alfredo Opisso y Biñas
- León Cahun
- Cecilio Navarro
- Carlos Cano
- Federico Ranola
- Baltasar Chapsaur
- Miguel Tejera
- José Zulueta
- Federico Cajal
- Guillermo Godin
- Gonzalo Picón Febres
- Antonio Nait
- Luis Carreras

### Artístes destacats
Durant el transcurs de la revista hi ha artistes que sobresortiran d'entre els altres, tenint en compte la quantitat d'obres que hi apareixen a les publicacions. La taula permet mostrar amb millor claredat alguns gravats i comentaris rellevants que es troben dins d'aquesta.
- Apeles Mestres
- Gustave Doré
- Josep Cusachs Cusachs

| Apeles Mestres | J.Cusachs i Cusachs | Gustave Doré |
| --- | --- | --- |
| Apeles Mestres i Oñós neix l'any 1854 a la ciutat de Barcelona i morí el 19 de juliol del 1936 a la mateixa ciutat. Artista dedicat al dibuix, a la il·lustració gràfica (participant en nombroses revistes on s'hi publicaven les seves litografies), músic, poeta, autor d'obres de teatre… Impulsarà dins de Catalunya les arts gràfiques, així reivindicant tant l'art com la figura del mateix artista. | Josep Cusachs i Cusachs neix el 19 de juliol de 1851 a la ciutat de Montpellier i morí el 2 de novembre de 1908, quan tenia cinquanta set anys, a la ciutat de Barcelona.Artista autodidacta, gran dibuixant, expert en fer apunts ràpids, capaç de realitzar a través del traç decidit i enèrgic el gestos i els volums. després de seguir una brillant carrera militar decidirà deixar-la l'any 1882 per a dedicar-se profundament amb la pintura així essent un gran especialista en temes militars i en les representacions de cavalls que Quan Ja sigui més gran serà quan ingressi a l'escola de Belles arts de Barcelona.                                                                               | Paul Gustave Doré neix el 6 de gener de 1832 a la ciutat d'Estrasburg a França i morí el 23 de gener de 1883 a la mateixa ciutat. Començarà la seva carrera artistica com a gravador, escultor i il·lustrador. Als quinze anys quan comenci a tenir encàrregs sobre François Rabelais, Honoré de Balzac y Dante Alighieri. El treball que li aportarà una gran importancia serà La Biblia (il•ustrada al 1865). Serà tant el valor d'aquesta que podrà realitzar una gran exposició a Londres i fundar la Doré Gallery. |
| No obstante ser joven todavía, es ya el nombre de Apeles Mestres uno de los más conocidos entre la pléyade de artistas de nuestra patria. Dibujante, se ha abierto una senda gloriosa y su lápiz va desde la caricatura, en la que posee un estilo propio, característico. Hasta la ilustración de las obras que por su seriedad y concienzudo estudio recelan no sólo la maza del talento en la línea, sino el saber del pensador. Poeta catalán, sus Fábulas han sido premiadas en los Juegos Florales de 1876, y en los del presente año acaba de obtener la flor natural por su precioso idilio La cigala i la formiga. Su primera ilustración fue en 1874, en que bajo pseudónimo se dieron unas novelas; más adelante (1875) publicó dos colecciones de versos, y en 1877, por fallecimiento del malogrado Padró, encargase de la ilustración de La Campana de Gracia, colaborando en La Esquella la Torratxa y Academia. Don Quijote, La hija del rey de Egipto, Rinconete y Cortadillo, Cuentos vivos, El sabor de la tierruca y otras varias obras han sido ilustradas por su lápiz y ellas solas bastarían para acreditarle. Y si acaso esto no fuese suficiente, lo haría con creces Les cançons ilustradas escritas y dibujadas por el mismo Apeles, dando con ello una prueba de que con igual donosura maneja la pluma que el lápiz. Nuestros lectores le conocen ya por sus obras, que aparecieron en varios números del primer ano de esta Revista, cuyas columnas honramos hoy con su retrato como tributo al amigo, al poeta y al artista.” | Respecto a retratos, descuela el que el reputado pintor señor Cusachs ha hecho de una conocida persona de esta capital y que hemos tenido el gusto de ver en su taller. Tanto la fisonomía que está fielmente reproducida, como el colorido y posición no pueden menos de honrar á su inteligente autor. Como complemento citaremos el marco salido de casa Vidal que es una rica obra de arte. El Sr. Borrell ha tenido dos en casa Parés, el de una niña de un tinte algo uniforme y el de un caballero un poco escaso de dibujo. Además del retrato, el Sr. Cusachs tenía en el taller cuatro tipos militares pintados con exquisito gusto y destinados a la misma persona que el retrato.                  | El arte está de luto; Gustavo Doré ha fallecido. A imitación de los grandes maestros de la Edad media y renacimiento, el genio de Doré no le permitía encerrarse en una especialidad y sus obras le lanzaron al dibujo, la pintura y la escultura, alcanzando en cada una de estos ramos fama imperecedera que forma al nombre de este artista la aureola de la gloria. |
| | - El grabado que publicamos es copia fotográfica del retrato al, óleo del distinguido pintor Sr. Cusachs, quien al trasladar al lienzo la noble figura de su original, supo conservarle fielmente el parecido y la naturalidad produciendo al mismo tiempo una obra eminentemente artística. Pag.7 num.215 del14 de desembre de 1884 - Croquis militares, la prole de Fernández Pag.5 num.147 del 26 agost de 1883 - Croquis militares, cansado de la vida de cadete. Croquis militares, ascenso a alférez.Pag.5 num.139 de l'1 de juliol de 1883 - Croquis militares, siete plazas en rancho.Pag.4 num.147 del 26 agost de 1883 - Croquis militares, nuevas conductoras. Pag.5 num.137 del 17 de juny de 1883 | - Retrat de l'artista - Dibujo del insigne Gustavo Doré. Pag.6num.119 de l'11 de febrer de 1883 - TrovadoresPag.4 num.126 de l'1 d'abril de 1883 - Los ejercitos cristianos en los montes de judea Pag.4 num.127 del 8 d'abril de 1883 - Aventuras del Baron de Muchausen, Cuando los vi a todos tumbados a mi alrrededor...Todos los osos se reunieron en torno a mi Pag.11 num.134 del 27 de maig de 1883 |

### Preus i zones de distribució
Les zones i preus de distribució van variar segons l'any de publicació, adaptant-se a les necessitats del moment.
El primer any d'edició, al 1880, el números solts tenien un preu de 2 quarts a Barcelona i de 10 cèntims a la resta d'Espanya. Les subscripcions anuals eren de 4 pessetes a Barcelona de 6 pessetes a Espanya i de 8 a l'estranger.
Al 1881, segon any d'edició, veiem un manteniment dels preus, amb l'excepció d'un seguit de números que comencen a no tenir el format normal de 8 pàgines, si no un més extens de 16, fent un total anual de 40 números de 8 pàgines y 12 de 16 a l'any. Aquests números de 16 pàgines tenien un cost superior a Espanya de 20 cèntims i als països de la unió postal de 25 cèntims.
Al 1882 es mantindran aquestes tarifes a la península, innovant amb la possibilitat de la subscripció semestral a Espanya i Portugal amb un preu de 3’50 pessetes. A més, es veurà un increment de preu de la revista en els països de la unió postal, passant a un preu anual de 19 pessetes.
Al quart i cinquè any d'edició la revista presenta una nova opció trimestral de subscripció a Barcelona. Aquesta tindrà un cost de 2 pessetes. L'anual incrementarà a 7,5 pessetes, igual que els números solts que costaran 15 cèntims. A la resta d'Espanya les subscripcions semestrals tindran un preu de 5,50 pessetes i les anuals de 10 pessetes. Els números solts seran de 20 cèntims.
Les subscripcions anuals dels països de la unió postal tindran un cost de 14 pessetes.
Totes aquestes tarifes seran modificades completament amb el canvi de nom de la revista la Ilustración hispano-americana. Les tarifes incrementaran a causa del pas complet a les 16 pàgines per exemplar i a la qualitat més gran d'aquests. Així durant el primer any d'edició mantindrà un preu de 25 cèntims a Espanya per número i de 13 pessetes per subscripció anual. A Europa, Àsia i Àfrica tindrà un cost anual de 25 pessetes i a Cuba, Puerto Rico i a les Nacions Americanes els preus seran decidits pels corresponsals.
La Ilustración: periódico semanal de literatura, artes, ciencias y viajes comprèn durant tots els seus exemplars uns preus econòmics comparats amb els preus de les revistes d'aquest caire a l'època. Així, per exemple, revistes com La Ilustración Ibérica o La Ilustració Catalana l'any 1882 tenien preus superiors. Amb comparació amb la Ilustración, La Ilustración Ibérica tenia un cost a Espanya per subscripció anual de 7,50 pessetes, sent 1’5 pessetes més cara i amb un contingut similar.

## Format

### Taula de capçaleres
| Primera capçalera | Segona capçalera | Tercera capçalera | Quarta capçalera |
| --- | --- | --- | --- |
| Primera publicació del 7 de novembre de 1880 fins a la publicació número 52 del 30 octubre 1881 | De la publicació número 53 del 6 de novembre del 1881 fins a la publicació número 156 del 28 d'octubre de 1883 | De la publicació número 157 del 4 de novembre del 1883 fins nº217 27 desembre 1884) | De la publicació a partir de número 218 del 4 del gener del 1885 fins a la última publicació número 466 del 6 d'octubre de 1989 |
| | | | |
| Subtítol: Periodico semanal de literatura,artes, ciencias y viajes | Revista semanal de literatura,artes y ciencias | Revista semanal de literatura,artes y ciencias | Revista hispano-americana |
| Un gravat d'una composició molt clàssica on en primer terme apareixen pel terra diferents atributs de les arts i les ciències emmarcats per edificis típics de la Barcelona moderna, la Generalitat de Catalunya el mercat de Sant Antoni o la cascada de Josep Fontseré Mestres al Parc de la ciutadella i Montjuïc de fons. El caràcter clàssic és suggereix amb una reconstrucció de les restes del temple d'August a mà dreta o una columna coríntia enrunada. El títol es disposa a sobre el gravat mentre el subtítol a l'inferior precedida d'un fris horitzontal on s'incorpora tota la informació referent a la publicació | Continua amb un nou gravat que ens presenta la mateixa vista tot i que hi ha diferències en la tipografia i canvis en el disseny. Un dels canvis més rellevants és que el títol ja no corona el gravat sinó que s'incorpora dins el gravat. Un altre canvi important és que s'elimina el fris i es substitueix per un pergamí obert a l'esquerra del gravat amb una capital decorada amb tècnica miniaturista. | El gravat canvia s'incorpora el monument a colom i canvia la part al·legòrica de les arts tot i que segueix el mateix estil. El títol adopta un altre estil, amb una tipografia que recorda l'art de la forja. L'estil més arcaic que tenia el requadre de l'esquerra amb la lletra capital decorada com si d'un manuscrit romànic es tractés i el pergamí donen pas a una taula de pedra. | Canvia totalment el disseny de la capçalera, s'elimina el gravat i el subtítol canvia. No hi ha decoració més que alguns motius vegetals que acompanyen a la tipografia i una franja horitzontal amb un arc al mig on se situa la data i l'exemplar. |

### Estructura interna
Era una revista de gran format comparat amb altres revistes de l'època, la revista feia 32 cm d'altura per 22 d'ample. Tot els numeros tenien vuit pàgines. Les pàgines es dividien en dues grans columnes.
Una de les característiques invariables de la revista va ser que aprofita les dues planes de la meitat de la publicació, la pàgina quarta i la cinquena per introduir dos grans gravats a plana completa.
Podem apreciar diferències i una evolució en les publicacions per diferents anys. Un dels canvis més evidents que es realitzen són els canvis en el gravat de la capçalera de la portada cada any.
- La portada incorporava una capçalera el títol de la revista amb un subtítol, el director-propietari i l'administració o impremta. Mentre al principi s'incorporava en una taula rectangular la llista de preus i que a partir del número 53 (6 de novembre de 1881). Normalment precedit d'un gravat que ocupava la resta de la plana, en els casos on no era així s'incorporava també el sumari d'autors i gravats.

- A la segona pàgina si no apareixia en portada, s'incorporava el sumari i començaven els articles de crítica d'espectacles teatres o concerts amb especial interès a les òperes estrenades recentment.

- A la tercera pàgina s'incorporava la secció de Variedades on es publicaven notícies d'interès quotidià, curiositats i descobriments científics d'arreu del món.

- A la sisena pàgina plana apareix l'apartat Nuestros grabados on es comenten els gravats i les notícies que hi tenen relació.

- A la setena pàgina es publiquen diferents obres de tipus literari siguin sobretot poesies d'autors coetanis que treballen per la impremta de manera puntual, o novel·letes en fascicles que continuen d'un número al següent.

- Pel que fa a la vuitena pàgina es fa una llista de llibres publicats a la mateixa impremta de Lluis Tassó per tal de promocionar-los als lectors. Moltes publicacions són europees, sobretot franceses, i moltes altres espanyoles. També hi ha anuncis de productes i espectacles aliens a la impremta per a finançar la revista. En els primers anys, i com una novetat, es presenta un joc o problema d'escacs i la resposta del joc del número anterior. Aquesta iniciativa al principi apareixia cada setmana; després va alternar, i mentre en un número es publicava el problema, en el següent la solució; fins que a partir del número 188 (8 de juny del 1884) es va eliminar definitivament de la revista.
- Una última plana on es feien anuncis de promoció de la impremta acompanyats d'algun gravat o s'acabaven els articles de la pàgina anterior.

## Continguts

### Públic destinat
Era una revista que tractava temes de l'actualitat amb un to proper i amè, dirigida a un públic jove i actiu que es trobava dins els corrents culturals de finals del segle xix tant a escala mundial com a escala local dins la ciutat de Barcelona.
En este periodico de salones y teatres, de episodios cómicos o dramaticos de la vida social, podria ser más o menos amena y divertida; pero sin dejar de serlo, debe contribuir a la il·lustración general
Anant dirigida a un públic il·lustrat, el gran ventall de col·laboradors i corresponsals de diferents nacionalitats i diverses posicions davant esdeveniments culturals, polítics i artístics, fa que es deixi una certa llibertat alhora de fer-ne les publicacions.

### Temàtica i ideologia
Àdhuc amb les tendències ideològiques generals de la revista, podem veure que en els textos culturals, artístics, literaris i científics, s'inclinen cap a una tonalitat més neutral.
En els textos inicials de cada revista i els diferents poemes i rimes que es presenten, principalment tracten de temes socials com la posició de la dona i l'home dins la societat, de la visió de l'art i l'artista i aspectes que eren presents a la societat del moment.
En un primer moment, aquests, tenien un to més conservador i en tant que va evolucionant la revista els col·laboradors que participen presenten una ideologia més variada. Això ho podem veure clarament en la concepció de la dona, per exemple:
LA MUJER. Proclamar la independencia de la mujer para cumplir su redención, es tanto como querer arrebatar al ave las alas con crueza el espacio, para darle en cambio un áureo corcino, cuyo peso le haría desfayecer.Jose Maria Manrique
 LA EDUCACIÓN DE LA MUJER. La educación de la mujer en España es una empresa muy ardua y difícil de instalar como correspondería a una nación que quiere llamarse avanzada. Decimos difícil, por una razón de mucha importancia. Ha de tener afán la mujer de ilustrarse en un país en donde el hombre pasa por delantede ella sin fijarse en lo que más o menos vale?(...)Algunos dicen: cuando se habla de la ilustración que debe procurarse ala mujer: «que no conviene que sepa mucho, porque querría mandar más que unc hombre..Si entre amigos se citan los nombres de mujeres notables, nunca oiréis nombrar a las que brillan por su talento o por su amena é ilustrada conversación, sinó á las que son más hermosas o mejor figura poseen.
En aquests textos també troben una posició amistosa davant del cristianisme.
El cura y el maestro de escuela, dadles influencias que deben ejercer y la caridad y la educación acabaran con el egoismo y el odio”; encara que de profusió ascètica i religiosa, també veiem una profunda fe en el progrés cultural i la enarbolació de la intel·ligència com veiem en els seus textos “se ha creado una lucha contra la ignoracia, porque la barbàrie no tiene cabida en esta Sociedad.
Els articles que parlen sobre l'art tenen un to academicista i clàssic en contraposició a nous corrents més innovadors de finals de segle.
LA BELLEZA EN EL ARTE. Respecto de la forma, la belleza se nospresenta con los caracteresde Regularidad, Pureza y Propiedad. Forman la base de la Regularidad la euritmia, correspondencia de portes ó continuidad de unamisma forma, buscando las Máselementales: y la simktria, .proporcion de partescon las diferencias de tamano, color, tiempo y orden en lasapariencias corpóreas gráficas, tónicas y literarias. La homogeneidad deelementos completo con la proporcionen todo su desarrrollo, evitando toda oposicion brusca, constituye la Pureza.
La secció de variedades abraça temàtiques molt diverses, i això converteix aquest espai en divertit noticiari dels successos de l'actualitat del seu moment.
La producción vinícola ha sido objetivo de un Meeting celebrado este Domingo en el teatro real (...) los oradores hablaron con tal maestría, que producían el mismo dulce efecto que haver estado escuchando encantadores modulaciones de la Possioni o de Gayarre
Trobem l'apartat Nuestros grabados una descripció temàtica i formal dels gravats que publiquen a la revista. Aquestes descripcions són narrades d'una forma novelesca i poética, sense un objectiu crític, ja que hi ha una concordança d'aquests, amb la seva ideologia estètica.
EPISODIO DEL BRUCH. Cuadro del Sr. Ferrer
Vieajero, para aquí
que el francés también paró
el que por todo pasó
no pudo pasar de aquí